# Joseph Muweke
Joseph Muweke, född 1985 i Uganda och uppväxt i Göteborg, är en svensk fotbollsspelare (anfallare) och futsalsspelare som för närvarande spelar för Borgunda IK i Division 5 Mellersta.
Muweke spelade tidigare i Elfsborgss B-lag och spelade 2001–2002 för Sveriges P16- respektive P17-lag och har spelat mot bland andra Cristiano Ronaldo.
Muweke gjorde två av de tre målen för Skövde AIK när de mötte Kalmar FF i Svenska cupen den 20 juni 2007, men där de förlorade på straffar (slutresultat 6–7). Han gjorde även fyra mål för Skövde i 11–1-segern mot Dalkurd FF i finalen av SM i futsal 2008.

### Webbkällor
- Joseph Muweke på Svenska Fotbollförbundets webbplats